# Grand Prix na Żużlu 1999
Grand Prix IMŚ na Żużlu 1999 (SGP) – piąty sezon rozstrzygania tytułu najlepszego żużlowca na świecie w formule Grand Prix. W sezonie 1999 22 żużlowców zmaga się o tytuł podczas 6 rund.

## Zasady
Ponownie jak w poprzednim sezonie, tak i w 1999 obowiązywała tabela biegowa oparta na tzw. systemie nokautowym. W porównaniu do poprzedniego roku zmodyfikowano jedynie obsadę biegową półfinałów oraz małego finału (finału pocieszenia). Od tego roku przydział kasków (pól startowych) odbywał się w drodze losowania, a nie jak dotychczas wynikającą z tabeli biegowej.
W 1999 zwiększono także liczbę stałych uczestników. W wyniku wypadku na torze podczas ostatniej rundy w sezonie 1998 kontuzji doznał Billy Hamill. Za 23. miejsce otrzymał jedynie punkt i w klasyfikacji generalnej mistrzostw zajął miejsce ósme wspólnie z Jasonem Crumpem. O miejsce premiowane awansem do GP 1999 powinien odbyć się bieg dodatkowy (tak jak na koniec sezonu 1995). Hamill był niezdolny do jazdy i Crump wygrał walkowerem. Hamill nie wystąpił także w Grand Prix Challenge 1998. By Hamill mógł uczestniczyć w GP 1999 przyznano mu na wyjątkowych zasadach pierwszą w historii cyklu stałą dziką kartę (Hamill miał prawo startować, tak jak pozostali stali uczestnicy) we wszystkich turniejach (z numerem 22. - dotąd zarezerwowanego dla dzikich kart).
Pierwsza część zawodów (biegi 1-10) nazwano Turniejem eliminacyjnym, który był wstępem do Turnieju głównego (biegi 11-20). Zawody kończyły się czterema biegami finałowymi (dwa półfinały, finał pocieszenia - Mały Finał, oraz Dużym Finałem).
W turnieju głównym rozstawiono najlepszą ósemkę z poprzedniego sezonu (w pierwszym turnieju), a od następnego najlepszą ósemkę z poprzedniej eliminacji (spośród stałych uczestników).
Zarówno w turnieju eliminacyjnym jak i w turnieju głównym dwa słabsze biegi (trzecie lub czwarte miejsce) oznaczało odpadnięcie z turnieju i otrzymanie stosownej liczby punktów (w zależności od zajętego miejsca).
Do Grand Prix 2000 bezpośrednio kwalifikowała się czołowa dziesiątka, pozostali stali uczestnicy wystartowali w Grand Prix Challenge 1999.

### Punkty GP
Klasyfikacja generalna Grand Prix tworzona jest na podstawie zdobytych punktów Grand Prix. Punkty za zajęte miejsce w końcowej klasyfikacji poszczególnej eliminacji obowiązywały takie same jak w GP 1998.
Zawodnicy, którzy kończyli rywalizację w turnieju eliminacyjnym zajmowali miejsca 17-24. Kończąc zawody na turnieju głównym zostało się sklasyfikowanym na miejscach 9-16. Miejsca czołowej ósemki były zarezerwowane dla uczestników biegów finałowych.
Miejsca 9-24 były parami sobie równe (tzn dwóch zawodników kończyło rywalizację z tą samą liczbą punktów. Na wyższym miejscu sklasyfikowany był ten zawodnik, który miał niższy numer startowy.
| miejsce | 1  | 2  | 3  | 4  | 5  | 6  | 7  | 8  | 9 | 10 | 11 | 12 | 13 | 14 | 15 | 16 | 17 | 18 | 19 | 20 | 21 | 22 | 23 | 24 |
| ------- | -- | -- | -- | -- | -- | -- | -- | -- | - | -- | -- | -- | -- | -- | -- | -- | -- | -- | -- | -- | -- | -- | -- | -- |
| punkty  | 25 | 20 | 18 | 16 | 15 | 14 | 12 | 10 | 8 | 8  | 7  | 7  | 6  | 6  | 5  | 5  | 4  | 4  | 3  | 3  | 2  | 2  | 1  | 1  |

## Zawodnicy
W każdej z eliminacji startowało 24 zawodników (22 stałych uczestników oraz dwóch z dziką kartą):

### Stali uczestnicy
| (1) Tony Rickardsson – Mistrz Świata 1998 (2) Jimmy Nilsen – Wicemistrz Świata 1998 (3) Tomasz Gollob – II Wicemistrz Świata 1998 (4) Hans Nielsen – 4. miejsce w GP 1998 (5) Chris Louis – 5. miejsce w GP 1998 (6) Greg Hancock – 6. miejsce w GP 1998 (7) Ryan Sullivan – 7. miejsce w GP 1998 (8) Jason Crump – 8. miejsce w GP 1998 (9) Brian Karger – 1. miejsce w Finale Interkontynentalnym 1998 (10) Peter Karlsson – 2. miejsce w Finale Interkontynentalnym 1998 (11) Antonín Kasper Jr. – 1. miejsce w Finale Kontynentalnym 1998 (12) Marián Jirout – 2. miejsce w Finale Kontynentalnym 1998 | (13) Leigh Adams – 1. miejsce w GP Challenge 1998 (14) Brian Andersen – 2. miejsce w GP Challenge 1998 (15) Henrik Gustafsson – 3. miejsce w GP Challenge 1998 (16) Andy Smith – 4. miejsce w GP Challenge 1998 (17) Stefan Dannö – 5. miejsce w GP Challenge 1998 (18) Mikael Karlsson – 6. miejsce w GP Challenge 1998 (19) Joe Screen – 7. miejsce w GP Challenge 1998 (20) John Jørgensen – 8. miejsce w GP Challenge 1998 (21) Robert Dados – Mistrz Świata Juniorów 1998 (22) Billy Hamill – stała dzika karta (23) dzika karta (24) dzika karta |

### Dzikie karty
| (23) Antonín Šváb (23) Mark Loram (23) Mark Loram (23) Mark Loram (23) Jacek Gollob (23) Mark Loram | (24) Piotr Protasiewicz (24) Sebastian Ułamek (24) Rafał Dobrucki (24) Scott Nicholls (24) Piotr Protasiewicz (24) Jesper B. Jensen |

### Stali rezerwowi
(25)  Mark Loram (GP Polski II)

## Terminarz i wyniki
Sezon 1999 składał się z 6 rund, które odbyły się w pięciu krajach (po raz pierwszy dwie rundy odbyły się w Polsce).
| Lp. | Data        | Grand Prix        | Stadion            | Miasto    | Zwycięzca        |        |
| --- | ----------- | ----------------- | ------------------ | --------- | ---------------- | ------ |
| 1   | 8 maja      | Czech             | Stadion Markéta    | Praga     | Tomasz Gollob    | Wyniki |
| 2   | 4 czerwca   | Szwecji           | Motorstadium       | Linköping | Mark Loram       | Wyniki |
| 3   | 3 lipca     | Polski I          | Stadion Olimpijski | Wrocław   | Tomasz Gollob    | Wyniki |
| 4   | 31 lipca    | Wielkiej Brytanii | Coventry Stadium   | Coventry  | Tony Rickardsson | Wyniki |
| 5   | 28 sierpnia | Polski II         | Stadion Polonii    | Bydgoszcz | Hans Nielsen     | Wyniki |
| 6   | 25 września | Danii             | Speedway Center    | Vojens    | Tony Rickardsson | Wyniki |

## Klasyfikacja końcowa
| Poz | Zawodnik             | CZE | SWE | PL1 | GBR | PL2 | DEN | Punkty |
| --- | -------------------- | --- | --- | --- | --- | --- | --- | ------ |
| 1   | (1) Tony Rickardsson | 7   | 18  | 16  | 25  | 20  | 25  | 111    |
| 2   | (3) Tomasz Gollob    | 25  | 15  | 25  | 10  | 15  | 8   | 98     |
| 3   | (4) Hans Nielsen     | 6   | 1   | 10  | 16  | 25  | 18  | 76     |
| 4   | (2) Jimmy Nilsen     | 16  | 20  | 20  | 8   | 4   | 5   | 73     |
| 5   | (23, 25) Mark Loram  | –   | 25  | 2   | 8   | 16  | 20  | 71     |

| Lp. | Zawodnik                | Suma | Czechy | Szwecja | Polska | Wielka Brytania | Polska | Dania |
| 6   | (19) Joe Screen         | 68   | 12     | 5       | 15     | 12              | 8      | 16    |
| 7   | (13) Leigh Adams        | 67   | 4      | 16      | 5      | 14              | 14     | 14    |
| 8   | (8) Jason Crump         | 66   | 18     | 7       | 12     | 15              | 8      | 6     |
| 9   | (6) Greg Hancock        | 62   | 20     | 7       | 4      | 18              | 7      | 6     |
| 10  | (7) Ryan Sullivan       | 55   | 6      | 3       | 14     | 7               | 18     | 7     |
| 11  | (17) Stefan Dannö       | 52   | 10     | 12      | 18     | 5               | 5      | 2     |
| 12  | (5) Chris Louis         | 50   | 8      | 6       | 5      | 20              | 7      | 4     |
| 13  | (10) Peter Karlsson     | 45   | 8      | 14      | 6      | 4               | 5      | 8     |
| 14  | (18) Mikael Karlsson    | 45   | 7      | 5       | 8      | 7               | 6      | 12    |
| 15  | (11) Antonín Kasper     | 39   | 15     | 10      | 7      | 3               | 2      | 2     |
| 16  | (9) Brian Karger        | 36   | 3      | 8       | 6      | 6               | 3      | 10    |
| 17  | (15) Henrik Gustafsson  | 35   | 5      | 2       | 7      | 4               | 10     | 7     |
| 18  | (22) Billy Hamill       | 35   | 2      | 3       | 3      | 6               | 6      | 15    |
| 19  | (20) John Jørgensen     | 32   | 14     | 8       | 3      | 2               | 1      | 4     |
| 20  | (16) Andy Smith         | 22   | 5      | 6       | 1      | 5               | 4      | 1     |
| 21  | (21) Robert Dados       | 20   | 4      | 4       | 4      | 1               | 2      | 5     |
| 22  | (14) Brian Andersen     | 12   | 3      | 1       | 2      | 2               | 3      | 1     |
| 23  | (23) Jacek Gollob       | 12   | -      | -       | -      | -               | 12     | -     |
| 24  | (12) Marián Jirout      | 8    | 1      | 2       | 1      | 1               | -      | 3     |
| 25  | (24) Rafał Dobrucki     | 8    | -      | -       | 8      | -               | -      | -     |
| 26  | (24) Sebastian Ułamek   | 4    | -      | 4       | -      | -               | -      | -     |
| 27  | (24) Scott Nicholls     | 3    | -      | -       | -      | 3               | -      | -     |
| 28  | (24) Jesper B. Jensen   | 3    | -      | -       | -      | -               | -      | 3     |
| 29  | (23) Antonin Svab       | 2    | 2      | -       | -      | -               | -      | -     |
| 30  | (24) Piotr Protasiewicz | 2    | 1      | -       | -      | -               | 1      | -     |
| Lp. | Zawodnik                | Suma | Czechy | Szwecja | Polska | Wielka Brytania | Polska | Dania |